# Бергеверден
Бергеверден (нім. Bergewöhrden) — громада в Німеччині, розташована в землі Шлезвіг-Гольштейн. Входить до складу району Дітмаршен. Складова частина об'єднання громад КЛГ-Айдер.
Площа — 2,64 км2. Населення становить 35 ос. (станом на 31 грудня 2020).